# قانون تعليم الأفراد ذوي الإعاقة
قانون تعليم الأفراد ذوي الإعاقة ((بالإنجليزية: Individuals with Disabilities Education Act)، ويُعرف اختصارًا بـIDEA)، هو تشريع أمريكي يضمن حصول الطلاب ذوي الإعاقة على تعليم عام مجاني ومناسب (بالإنجليزية: Free Appropriate Public Education) مصمم لتلبية احتياجاتهم الفردية. كان يُعرف هذا القانون سابقًا باسم قانون تعليم جميع الأطفال المعوقين (بالإنجليزية: Education for All Handicapped Children Act) بين عامي 1975 و1990. وفي عام 1990، أعاد الكونغرس الأمريكي إقرار القانون وغيّر اسمه إلى "قانون تعليم الأفراد ذوي الإعاقة".
يهدف القانون بشكل عام إلى منح الأطفال ذوي الإعاقة نفس فرص التعليم المتاحة لأقرانهم غير المعاقين. ينقسم قانون تعليم الأفراد ذوي الإعاقة إلى أربعة أجزاء رئيسية، الأهم منها هما الجزء A والجزء B. الجزء A: يشمل الأحكام العامة للقانون، الجزء B: يتعلق بتقديم الدعم التعليمي للأطفال من سن 3 إلى 21 عامًا، الجزء C: يغطي خدمات التدخل المبكر للأطفال من الولادة وحتى سن الثالثة، والجزء D: يتناول البرامج الداعمة على المستوى الوطني. منذ إقراره الأول عام 1975، لم تتغير الأجزاء الرئيسية للقانون بشكل جوهري، بل تم تحديثها وإعادة تفويضها عدة مرات.
يتكوّن قانون تعليم الأفراد ذوي الإعاقة عمليًا من ستة عناصر رئيسية: خطة تعليم فردية، تعليم عام مجاني ومناسب، البيئة الأقل تقييدًا، تقييم مناسب، مشاركة الأهل والمعلمين، الضمانات الإجرائية.ويشمل أيضًا مفاهيم داعمة مهمة مثل: سرية المعلومات، خدمات الانتقال للبلوغ، السياسات المتعلقة بالانضباط.

## الخلفية والسياق تاريخي

### السياق التاريخي
في عام 1954، قضت المحكمة العليا الأمريكية بعدم دستورية الفصل بين الطلاب السود والبيض في المدارس العامة في قضية براون ضد مجلس التعليم. مثّل هذا القرار نقطة تحول هامة في حركة الحقوق المدنية، وسلط الضوء على التعليم كعنصر أساسي للمساواة. شهدت ستينيات وسبعينيات القرن العشرين اضطرابات سياسية واجتماعية في الولايات المتحدة، بدءًا من اغتيال جون كينيدي عام 1963، إلى استمرار حرب فيتنام، وتصاعد حركة الحقوق المدنية بمظاهرات واحتجاجات مثل مقاطعة الحافلات في مونتغومري، والاعتصامات، والمظاهرات في واشنطن العاصمة.
أظهر الرئيس كينيدي اهتمامًا بالأبحاث حول الإعاقات الذهنية، بينما وظّف الرئيس ليندون جونسون الأموال الفيدرالية لدعم الأبحاث والبرامج الموجهة للأطفال المعرضين للخطر، مثل برنامج "هيد ستارت". حتى أوائل السبعينيات، لم تكن المدارس العامة في الولايات المتحدة تخدم سوى 1 من كل 5 أطفال من ذوي الإعاقة. وكانت بعض القوانين في الولايات تستبعد الأطفال من ذوي الإعاقات الحسية أو النفسية أو الذهنية من التعليم العام تمامًا. وحتى أولئك الذين تلقوا تعليمًا كانوا في الغالب معزولين في منشآت منفصلة، ولم يتلقوا تعليمًا فعّالًا.
أكثر من مليون طفل لم يكن لديهم أي وصول إلى النظام التعليمي العام. وكان كثير منهم يعيشون في مؤسسات حكومية بلا تعليم حقيقي أو خدمات إعادة تأهيل. كما أن 75٪ من الأطفال الصم أو المكفوفين كانوا يتلقون التعليم في مؤسسات منعزلة تابعة للدولة.

### قانون تعليم الأطفال المعاقين (1975)
كان أول تشريع اتحادي لتقديم الدعم هو قانون إعادة التأهيل لعام 1973. وقد سنّ الكونغرس الأمريكي لاحقًا قانون تعليم جميع الأطفال المعاقين في عام 1975 للتخفيف من الأعباء المالية الناتجة عن الدعاوى القضائية المرفوعة بموجب قانون إعادة التأهيل.
ألزم القانون المدارس العامة بتقييم الأطفال ذوي الإعاقة، ووضع خطة تعليمية خاصة بمشاركة أولياء الأمور، تهدف إلى محاكاة تجربة التعليم المتاحة لغير المعاقين قدر الإمكان. ويُشترط أن يتم وضع الطالب في "البيئة الأقل تقييدًا"، وهي بيئة تتيح له أكبر قدر ممكن من التفاعل مع زملائه غير المعاقين. ولا يُلجأ إلى التعليم المنفصل إلا إذا كانت طبيعة أو شدة الإعاقة لا تسمح بتحقيق الأهداف التعليمية ضمن الصفوف العامة.
كما تضمن القانون بندًا يتعلق بالإجراءات القانونية، يضمن حق أولياء الأمور في الحصول على جلسة استماع نزيهة لحل النزاعات مع النظام المدرسي، وفرض على المناطق التعليمية إنشاء إجراءات إدارية تتيح للآباء الطعن في قرارات تتعلق بتعليم أبنائهم، مع إمكانية اللجوء إلى القضاء في حال فشل الإجراءات الإدارية.

### قانون تعليم الأفراد ذوي الإعاقة (1990)
في عام 1990، تم استبدال قانون تعليم جميع الأطفال المعاقين بقانون تعليم الأفراد ذوي الإعاقة، ليعكس تحولًا في التركيز من الإعاقة كحالة طبية إلى الفرد ككيان مستقل يستحق التعليم والدعم.
أدخل القانون تحسينات عدة على سلفه، مثل:
- تعزيز البحوث وتطوير التقنيات التعليمية،
- توفير برامج انتقالية لما بعد المرحلة الثانوية،
- دعم التعليم في المدارس القريبة من السكن بدلًا من العزل في مؤسسات متخصصة.[10]

وبحلول عام 2003، لم يكن سوى 25٪ من الأطفال الصم أو المكفوفين يتعلمون في مؤسسات خاصة تابعة للدولة. أما في عام 2006، فقد تجاوز عدد الأطفال المستفيدين من خدمات التعليم الخاص عبر قانون IDEA ستة ملايين طفل في الولايات المتحدة.

## الركائز الست لقانون تعليم الأفراد ذوي الإعاقة

### خطة التعليم الفردية
يتطلب قانون تعليم الأفراد ذوي الإعاقة أن تقوم المدارس العامة بإعداد خطة تعليم فردية (بالإنجليزية: Individualized Education Program) لكل طالب مؤهل بموجب المعايير الفيدرالية أو الخاصة بالولاية. تتضمن الخطة وصفًا لمستوى أداء الطالب الأكاديمي والوظيفي، وكيف تؤثر إعاقته على مشاركته في المنهاج التعليمي العام.
كما تحدد الخطة نوع الخدمات التي سيتلقاها الطالب وعدد مرات تقديمها، بالإضافة إلى التعديلات أو التكييفات التي يحتاجها.
وصفت المحكمة العليا الأمريكية ا لخطة بأنها "المحور الأساسي لنظام التعليم في القانون"، واعتبرت أن إعداد خطة تعلم الأفراد مصمم لتلبية "الاحتياجات التعليمية الفريدة لكل طفل" يمثل جوهر الالتزام التعليمي.
عند تأهل الطفل للخدمات، تُعقد جلسة لفريق خطة التعليم الفرديةلصياغة الخطة، ويشمل الفريق:
- أحد معلمي التعليم العام (إن وُجد)،
- معلم تعليم خاص،
- أخصائي يمكنه تفسير نتائج تقييم الطالب (مثل اختصاصي نفسي مدرسي)،
- مقدمو خدمات داعمة (عند الحاجة)،
- ممثل من إدارة المدرسة أو لجنة التعليم الخاص لديه الصلاحية في تخصيص الموارد اللازمة.

يُعد الوالدان عضوين متساويين في الفريق، ويتعاون الجميع على إعداد خطة تضمن حصول الطفل على تعليم عام مجاني ومناسب ضمن البيئة التعليمية الأقل تقييدًا الملائمة له.

### التعليم العام المجاني والمناسب
يضمن قانون تعليم الأفراد ذوي الإعاقة حق الأطفال في الحصول على تعليم عام مجاني ومناسب (بالإنجليزية: Free Appropriate Public Education)، ويُعرَّف هذا الحق على أنه: «تعليم خاص وخدمات ذات صلة:
- (أ) تُقدَّم على نفقة الحكومة، وتحت إشرافها وإدارتها، وبدون مقابل؛
- (ب) تتوافق مع معايير وكالة التعليم في الولاية؛
- (ج) تشمل التعليم المناسب في مرحلة ما قبل المدرسة، أو التعليم الابتدائي أو الثانوي في الولاية المعنية؛
- (د) تُقدَّم بما يتوافق مع خطة التعليم الفردية وفقًا للمادة 614(d) من القانون».[17]

ولتنفيذ هذا الالتزام، يجب على المدارس أن توفر للطلاب تعليمًا يركّز على التعليم الخاص والخدمات المرتبطة به، بحيث يكون مصممًا لتلبية احتياجاتهم الفريدة، ويؤهلهم للتعليم العالي، والعمل، والاستقلالية في المستقبل.
تتضمن متطلبات التعليم العام المجاني والمناسب ما يلي:
- تصميم البرنامج التعليمي وفقًا للاحتياجات الفريدة لكل طالب على حدة؛
- توفير الوصول إلى المنهاج العام بما يتماشى مع توقعات التعليم الوطنية (أي ما يعادل المستوى الصفّي حسب معايير وكالة التعليم في الولاية)؛
- تقديم التعليم وفقًا لخطة التعليم الفردية كما هو منصوص عليه في المادة 1414(d)(3)؛
- تحقيق فائدة تعليمية فعلية للطفل.[19]

### البيئة الأقل تقييدًا
تنص لوائح وزارة التعليم الأمريكية (2005a) الخاصة بتنفيذ قانون تعليم الأفراد ذوي الإعاقة على أنه «بأقصى قدر ممكن، يجب تعليم الأطفال ذوي الإعاقة، بمن فيهم أولئك في المؤسسات العامة أو الخاصة أو مرافق الرعاية، مع أقرانهم غير المعاقين». كما تشير اللوائح إلى أن «الفصول الخاصة، أو المدارس المنفصلة، أو أي حالات إبعاد أخرى للأطفال ذوي الإعاقة عن البيئة التعليمية العادية لا تُطبّق إلا إذا كانت طبيعة أو شدة الإعاقة تحول دون تحقيق التعليم في الفصول العادية باستخدام وسائل دعم وخدمات إضافية بالشكل المرضي».
وبمعنى آخر، تشير "البيئة الأقل تقييدًا" (بالإنجليزية: Least Restrictive Environment) إلى البيئة التي تشبه إلى حد كبير بيئة الأطفال الطبيعيين والتي يمكن للطفل من ذوي الإعاقة أن يحقق فيها نجاحًا أكاديميًا، وفقًا للأهداف المحددة في خطة التعليم الفردية.
في قضية دانيل آر. آر. ضد مجلس التعليم بالولاية، وبالاستناد إلى حكم رونكر، طُوّر اختبار مكوَّن من جزأين لتحديد ما إذا كانت البيئة التعليمية تفي بمتطلبات البيئة الأقل تقييدًا:
1. هل يمكن تحقيق تعليم مناسب في الصفوف العامة باستخدام وسائل دعم وخدمات إضافية بشكل مرضٍ؟
2. إذا تم وضع الطالب في بيئة أكثر تقييدًا، فهل يتم دمجه بأقصى قدر ممكن من الملاءمة؟ (وهو المعيار المتبع في ولايات: ألاباما، ديلاوير، جورجيا، فلوريدا، لويزيانا، ميسيسيبي، نيوجيرسي، بنسلفانيا، تكساس).[21]

### التقييم المناسب
يصبح الأطفال مؤهلين لتلقي التعليم الخاص والخدمات المرتبطة به من خلال عملية تقييم. وإذا لم يُنفَّذ التقييم بطريقة مناسبة، أو لم يتضمن المعلومات الضرورية لتحديد وضع الطفل، يُعتبر غير مناسب.
تهدف لوائح قانون تعليم الأفراد ذوي الإعاقة الخاصة بالتقييم إلى:
- تقليل عدد حالات التشخيص الخاطئ؛
- توفير أدوات واستراتيجيات تقييم متنوعة؛
- منع استخدام تقييم واحد كمعيار وحيد لتحديد الأهلية للتعليم الخاص؛
- الحماية من إجراءات تقييم تنطوي على تمييز عنصري أو ثقافي.

الهدف العام من التقييم المناسب هو التأكد من أن الطلاب الذين يحتاجون إلى المساعدة يحصلون على الدعم المناسب الذي يمكنهم من تحقيق الأهداف المحددة في خطة التعليم الفردية.

### مشاركة الوالدين والمعلمين
تُعد الشراكة الجيدة بين الأسرة والكوادر التعليمية عنصرًا أساسيًا لضمان حصول الطالب على التعليم اللازم للنجاح. ينبغي أن يكون هناك تواصل وتعاون فعال بين أولياء الأمور والمعلمين لتحديد أفضل الطرق لدعم الطالب وتزويده بالمعلومات والخدمات المناسبة.
يُشارك الوالدان والمعلمون ضمن فريق خطة التعليم الفردية لتحديد الأهداف التعليمية، وبيئة التعليم الأقل تقييدًا، ومناقشة الجوانب المهمة الأخرى المتعلقة بكل طالب. ويجب أن تُبقي المدرسة أولياء الأمور على اطلاع دائم بكل القرارات المتعلقة بأطفالهم خلال عملية التعليم الخاص. كما ينبغي أن يكون بإمكان الوالدين تقديم معلومات قيّمة عن طفلهم لتحديد الأهداف والمكان الأنسب للتعلم.

### الضمانات الإجرائية
يتيح قانون تعليم الأفراد ذوي الإعاقة لكل من الوالدين والمعلمين حق الاعتراض على أي قرار يُعتقد أنه غير مناسب للطالب. ويتضمن القانون مجموعة من الضمانات الإجرائية التي تهدف إلى حماية حقوق الأطفال ذوي الإعاقة وعائلاتهم، وضمان حصولهم على تعليم عام مجاني ومناسب.
يضمن القانون لأولياء الأمور ما يلي:
- الوصول إلى السجلات التعليمية الخاصة بأطفالهم؛
- المشاركة في جميع اجتماعات فريق خطة التعليم الفردية المتعلقة بالتقييم، والتصنيف، والمكان التعليمي؛
- إشعار خطي مسبق قبل إجراء أي تغيير في خطة التعليم الفردية؛
- إشعار رسمي بالضمانات الإجرائية؛
- استخدام لغة مفهومة (مع توفير مترجم عند الحاجة)؛
- موافقة مستنيرة خطيًا قبل أي تقييم أو تقديم خدمة؛
- الحق في طلب تقييم تعليمي مستقل على نفقة الدولة.

في حال رفض أولياء الأمور قرارات المدرسة، ينص قانون تعليم الأفراد ذوي الإعاقة على إجراءات لحل النزاعات، تشمل:
- "الحق في البقاء" (إذا اعترض الوالدان على قرار ما، يظل الطالب في وضعه الحالي حتى انتهاء عملية النزاع)؛
- الوساطة (بديل عن جلسات الإجراءات القضائية)؛
- جلسات الإجراءات القضائية (للاستماع للطرفين والفصل في النزاع ضمن بيئة شبيهة بالمحكمة)؛
- التقاضي المدني (إذا لم ترضِ نتائج الإجراءات القضائية أحد الطرفين).

## قضايا مهمة أخرى

### التقاضي والتكاليف
تناولت عدة قضايا صادرة عن المحكمة العليا الأمريكية كيفية التعامل مع الدعاوى القانونية بموجب قانون تعليم الأفراد ذوي الإعاقة. يتمتع أولياء الأمور بحقوق قابلة للتنفيذ بشكل مستقل، ويجوز لهم تمثيل أبنائهم بأنفسهم أمام المحاكم دون الحاجة إلى محامٍ (pro se).
يتحمّل الطرف الذي يطلب جلسة استماع عبء الإثبات. كما أن الوالدين الفائزين في القضية لا يمكنهم استرداد أتعاب الشهود الخبراء ضمن التكاليف بموجب المادة 1415(i)(3)(B) من القانون.

### سرية المعلومات
طوال عملية إعداد وتنفيذ خطة التعليم الفردية، يجب على المدرسة حماية خصوصية الطالب. قد تعتقد بعض المدارس أن مشاركة الخطة مع المعلمين تُعد انتهاكًا للخصوصية، لكن قانون حقوق الأسرة والخصوصية التعليمية (FERPA) ينص على أن «إفشاء المعلومات لموظفي المدرسة أو المعلمين الذين لديهم مصلحة تعليمية مشروعة لا يتطلب موافقة خطية من الوالدين».

### خدمات الانتقال
بدءًا من سن 16 عامًا، يجب دعوة الطالب لحضور اجتماعات فريق خطة التعليم الفردية المتعلقة بخدمات الانتقال إلى مرحلة ما بعد المدرسة. ويمكن بدء هذه الخدمات في سنّ أبكر إذا رأى الفريق ذلك ضروريًا. تهدف خدمات الانتقال إلى التنسيق بين المدرسة والأنشطة المستقبلية مثل التعليم الجامعي، التدريب المهني، التوظيف، الاستقلال المعيشي، وغيرها.
يجب أن تستند هذه الخدمات إلى نقاط القوة والضعف لدى الطالب، واهتماماته، ومهاراته. وبمجرد تحديد الخدمة المناسبة، توضع خطة شاملة تشمل الأهداف والتعليم اللازم والمهارات المطلوبة لمساعدة الطالب على الانتقال بنجاح.

### تأديب الطفل ذي الإعاقة
بموجب قانون تعليم الأفراد ذوي الإعاقة، يجب أخذ إعاقة الطفل بعين الاعتبار عند اتخاذ إجراءات تأديبية. على سبيل المثال، إذا كان الطالب المصاب بالتوحد يعاني من حساسية مفرطة تجاه الأصوات العالية وهرب من الصف بسبب "فرط التحفيز الحسي"، يجب ألا يُعاقب بطريقة تتجاهل طبيعة إعاقته.
وفقًا لوزارة التعليم الأمريكية، إذا تم تعليق الطالب لأكثر من 10 أيام في السنة الدراسية، يجب على الجهة التعليمية المحلية عقد جلسة لتحديد ما إذا كان سلوك الطالب ناتجًا عن إعاقته، وذلك خلال 10 أيام دراسية من قرار تغيير مكان الطالب.
في هذه الجلسة، تراجع اللجنة ما يلي:
- هل كان السلوك ناتجًا عن الإعاقة، أو له علاقة مباشرة بها؟
- هل كان السلوك نتيجة لفشل المدرسة في تنفيذ خطة التعليم الفردية؟

إذا ثبت أن السلوك ناتج عن الإعاقة، تقوم اللجنة بـ:
- إجراء تقييم سلوكي وظيفي وإعداد خطة تدخل سلوكي؛
- أو تعديل خطة التدخل السلوكي الحالية إن وُجدت؛
- إعادة الطالب إلى المكان الأصلي الذي تم نقله منه، ما لم يتفق الوالدان والجهة التعليمية على تغيير الموقع.

ومع ذلك، يُسمح للمدرسة وفقًا لقانون تعليم الأفراد ذوي الإعاقة، 2004 بنقل الطالب إلى بيئة تعليمية بديلة مؤقتة لمدة تصل إلى 45 يومًا إذا:
- أحضر سلاحًا إلى المدرسة أو إحدى الفعاليات؛
- استخدم أو باع مواد مخدرة؛
- تسبب في إصابة جسدية خطيرة لشخص آخر.[32]

### حظر فرض الدواء الإجباري
نتيجة لمزاعم تفيد بأن بعض مسؤولي المدارس أجبروا أولياء الأمور على إعطاء أطفالهم أدوية مثل ريتالين، تمت إضافة تعديل إلى قانون تعليم الأفراد ذوي الإعاقة، يمنع المدارس من اشتراط تناول الطفل لأي مادة خاضعة للرقابة كشرط لـ:
- الالتحاق بالمدرسة؛
- إجراء تقييم أو إعادة تقييم؛
- الحصول على خدمات التعليم الخاص.

## التوافق مع قانون "عدم ترك أي طفل خلف الركب"
أعادت تعديلات قانون IDEA لعام 2004 صياغة بعض أحكامه لتتوافق مع متطلبات قانون عدم ترك أي طفل خلف الركب (بالإنجليزية: No Child Left Behind Act) (NCLB). يسمح NCLB بتقديم حوافز مالية للولايات التي تُحسن من خدمات التعليم الخاص والخدمات المقدمة لجميع الطلاب. أما الولايات التي لا تُحرز تقدمًا، فعليها إعادة تلك الحوافز، كما يُمنح أولياء الأمور الحق في اختيار مدرسة أخرى لأطفالهم، ويجب الالتزام بأحكام إضافية أخرى. ومع ذلك، لا تزال بعض الولايات مترددة في تقديم التعليم للطلاب المؤهلين بموجب IDEA، وتلجأ إلى القضاء.
من أبرز مجالات التوافق بين NCLB وIDEA ما يلي:
- اشتراط وجود معلمين مؤهلين تأهيلاً عاليًا؛
- وضع أهداف تعليمية للطلاب ذوي الإعاقة؛
- تقييم مستوى الأداء الأكاديمي لهؤلاء الطلاب.

يتطلب هذا التوافق أن يكون جميع معلمي التعليم الخاص "مؤهلين تأهيلاً عاليًا". وتختلف معايير ذلك من ولاية إلى أخرى، لكن الحد الأدنى يشمل: الحصول على درجة البكالوريوس، وشهادة تدريس، واجتياز اختبارات الكفاءة في المجال التعليمي المعني. (وغالبًا ما يُعفى معلمو التعليم الخاص من بعض هذه الاختبارات).
علاوة على ذلك، يجب أن تكون الأهداف والتقييمات المقدمة للطلاب ذوي الإعاقة متماشية مع احتياجاتهم التعليمية، مع السماح بوضع تقييمات بديلة أو معدلة، على أن تُقاس التقدُّم من خلال مؤشرات مثل الأداء السنوي الكافي (AYP). كما يجب على المدارس الحفاظ على نسب معينة من التخرج وتقليل معدلات التسرب بين طلاب التعليم الخاص لتحقيق معايير AYP.

## التدخل المبكر
أطلق قانون تعليم جميع الأطفال المعاقين لعام 1975 المسار نحو تطوير برامج التدخل المبكر. ونصّ على أن المدارس العامة التي تتلقى تمويلاً فيدراليًا يجب أن توفر فرص تعليم متكافئة للأطفال ذوي الإعاقة.
لكن خدمات الرضع والأطفال دون سن الثالثة لم تُدرج ضمن القانون إلا بعد إعادة تفويضه عام 1986.
في 6 سبتمبر 2011، حدّثت وزارة التعليم الأمريكية القانون ليشمل التدخلات الخاصة بالأطفال ذوي الإعاقة دون سن الثالثة. وقد أُدرج ذلك في "الجزء C" من قانون IDEA، والذي يخدم الأطفال الذين يعانون من تأخر نمائي أو المعرضين لذلك. وتُدار ميزانية هذا الجزء (436 مليون دولار أمريكي) على مستوى الولايات.
في 28 سبتمبر 2011، نُشرت اللوائح الجديدة للجزء C في السجل الفيدرالي الأمريكي، ودخلت حيّز التنفيذ في 28 أكتوبر من نفس العام.
أبرز التغييرات في اللوائح تشمل:
- تعديل تعريف "متعدد التخصصات" ليشمل دور فريق خطة الخدمات الأسرية الفردية (IFSP)؛
- تعريف "اللغة الأصلية" بأنها اللغة التي يتحدث بها الوالدان عادةً، خاصة للأطفال الذين يواجهون صعوبات في اللغة الإنجليزية؛
- توضيح آليات الدولة في الامتثال لمتطلبات "الدافع الأخير للدفع" في المادة 303.511؛
- التمييز بين أنشطة ما قبل الإحالة والإحالة وما بعد الإحالة مثل الفحص، التقييم، إعداد خطة IFSP؛
- إلزام الدولة بتوفير المعلومات المتعلقة بالتدخل المبكر بلغات السكان المتعددين داخل الولاية؛
- نشر نتائج أداء كل برنامج تدخل مبكر على الملأ مقارنةً بالتقارير السنوية لأداء الولاية.

يمكن الاطلاع على تفاصيل إضافية حول متطلبات التدخل المبكر في الأقسام التالية من المقال.

## الجزء C من قانون IDEA

### الخطة الفردية لخدمة الأسرة (IFSP)
الخطة الفردية لخدمة الأسرة (بالإنجليزية: Individualized Family Service Plan) هي خطة رعاية ترتكز على نقاط القوة تُقدَّم للرضيع أو الطفل الصغير (من الولادة حتى سن 3 سنوات) الذي يعاني من تأخر نمائي أو إعاقة. تستند الخطة إلى تقييم شامل لاحتياجات الطفل والأسرة، بالإضافة إلى نتائج تقييمات متعددة التخصصات يُجريها مختصون معتمدون وفقًا لمعايير الولاية.
تشبه IFSP خطة التعليم الفردية (IEP) من حيث تحديد نوعية الخدمات، ومقدميها، وتكرارها، وأماكن تقديمها، وتحديثها دوريًا. إلا أنها تختلف عنها بتركيزها أيضًا على احتياجات الأسرة نفسها، بهدف دعمها في تحقيق أهدافها المرتبطة بنمو طفلها.
يشترط القانون أن يحصل كل طفل يتلقى خدمات التدخل المبكر بموجب الجزء C من IDEA على خطة IFSP. يُعد الجزء C من القانون برنامجًا فيدراليًا يقدّم منحًا لكل ولاية لتوفير خدمات التدخل المبكر للأطفال من ذوي الإعاقات وأُسرهم.
كما يسمح الجزء C للولايات بتحديد مفهوم "التأخر النمائي" وفقًا لمعاييرها الخاصة، سواء بناءً على انحراف معياري أو نسبة تأخر زمنية. ويمكن أن تشمل الخدمات أيضًا الأطفال الذين يُعتبرون "معرضين للخطر"، وذلك حسب تعريف كل ولاية.
ولتأمين التمويل، تلتزم الولايات بتقديم خدمات التدخل المبكر لكل طفل مؤهل دون النظر لمصدر الدفع. ومع ذلك، قد لا تكون هذه الخدمات مجانية بالكامل، إذ تُعتبر برامج التدخل المبكر "الدافع الأخير للدفع"، وتستفيد من التأمين العام والخاص، والمصادر المجتمعية، وبعض الولايات تطبق مقياس رسوم متدرج للخدمات التي لا يغطيها التأمين.

### أهداف خطة IFSP
تهدف خطة IFSP إلى تمكين الأسرة من دعم طفلها لتحقيق النمو الوظيفي، واكتساب الاستقلالية، والمشاركة الفاعلة في الأسرة والمجتمع. كما تسعى إلى تحسين قدرات الطفل، خاصة في مجالات التواصل، والإدراك، والمهارات الاجتماعية والعاطفية، لتقليل الاعتماد على خدمات التعليم الخاص لاحقًا.
بمجرد تحديد أهلية الطفل (حسب معايير الولاية)، تختار الأسرة من تودّ إشراكه ضمن فريق إعداد الخطة. ويتطلب القانون أن يشمل الفريق على الأقل أحد والدي الطفل، واثنين من مختصي التدخل المبكر من تخصصين مختلفين (أحدهما منسق الخدمة)، حسب المادة CFR §303.343(a)(1)(iv). كما يمكن للأسرة دعوة طبيب الطفل أو مزوّد الخدمة أو محامٍ مختص أو صديق مقرب.
يعمل الفريق مع الأسرة على إعداد خطة "خدمات" تتضمن:
1. تحديد المستوى الحالي لنمو الطفل (جسديًا، إدراكيًا، تواصليًا، اجتماعيًا، وتكيفيًا)؛
2. تحديد موارد الأسرة وأولوياتها واهتماماتها؛
3. الأهداف المرجوة للطفل والأسرة، والخطوات المطلوبة لتحقيقها (تُراجع كل 3 أشهر)؛
4. الخدمات المقدمة (المدة، الأسلوب، البيئة التي ستُقدَّم فيها، وتبرير أي خدمات خارج "البيئة الطبيعية" أي حيث يتواجد أقران الطفل غير المعاقين)؛
5. تاريخ بدء الخدمات ومدتها المتوقعة؛[45]
6. تحديد منسق الخدمة المسؤول عن تنفيذ الخطة والتنسيق بين الجهات المعنية؛[45]
7. خطة انتقالية لدعم الطفل عند اقترابه من سن الثالثة للالتحاق بمرحلة ما قبل المدرسة أو خدمات أخرى مناسبة.[45]

وباختصار، تُصمم IFSP لتشمل أهدافًا تهم الأسرة بأكملها، وليس الطفل فقط. ولهذا السبب، تُصاغ الأهداف بالتعاون مع الأسرة، ويقوم منسق الخدمة بمساعدة الفريق في إعداد أهداف تلائم أولويات الأسرة واحتياجاتها.